# 北吸駅
北吸駅（きたすいえき）は、かつて京都府舞鶴市北吸に存在した日本国有鉄道（国鉄）舞鶴線支線（通称中舞鶴線）の駅である。

## 歴史
- 1919年（大正8年）7月21日：鉄道院の東門駅として開業[1]。旅客駅[1]。
- 1946年（昭和21年）9月1日：北吸駅に改称[1]。
- 1956年（昭和31年）4月8日：荷物の取扱を廃止[1]。駅無人化[2]。
- 1972年（昭和47年）11月1日：廃止[1]。

## 駅構造
1面1線の簡素なホームのみをもつ地上駅。当時から舞鶴市役所への最寄駅であった。

## 現在の駅周辺
- 舞鶴市役所
- 舞鶴市政記念館
- 赤れんが博物館
- 舞鶴共済病院

## 隣の駅
日本国有鉄道
舞鶴線支線（中舞鶴線）
東舞鶴駅 - 北吸駅 - 中舞鶴駅